# Chérif Adjaout
 (mars 2021).
Si vous disposez d'ouvrages ou d'articles de référence ou si vous connaissez des sites web de qualité traitant du thème abordé ici, merci de compléter l'article en donnant les références utiles à sa vérifiabilité et en les liant à la section « Notes et références ».
Chérif Adjaout (en arabe : شريف اجاوت, né en 1948 à Belouizdad et mort le 19 novembre 2002) est un entraîneur algérien.

## Biographie
Chérif Adjaout entraîne l'équipe de sa ville natale, le CR Belouizdad, de 1994 à 1996.
Il est le sélectionneur de l'équipe d'Algérie des moins de 18 ans de 1985 à 1987.

## Palmarès
CR Belouizdad
- Coupe d'Algérie (1) :
  - Vainqueur : 1994-95.

- Supercoupe d'Algérie (1) :
  - Vainqueur : 1995.